# Ёсии, Саюри
Саюри Ёсии (яп. 吉井 小百合 Sayuri Yoshii, род. 28 ноября 1984, в городе Тино, префектура Нагано) — японская конькобежка, участница зимних Олимпийских игр 2006 и 2010 года. Серебряный призёр чемпионата мира 2010 года. Выступала за корпоративную команду "Nidec Sankyo Co., Ltd".

## Спортивная карьера
Саюри Ёсии начала кататься на коньках в возрасте 5 лет в Тино при поддержке её двух сестёр, которые катались на катке раньше неё. Она училась в начальной школе Идзуно и каталась на уличном катке. Ночью учителя заливали его горячей водой, а утром каток был почти идеально ровным. Когда Саюри училась в 1-м классе средней школы Токай Дайсува в 1998 году, она надела новые коньки, которые купила ей мама, и неожиданно заняла 3-е место в забеге на 500 м в национальных соревнованиях среди младших школьников.
В возрасте 14 лет у неё начались менструальные проблемы, из-за которых стало меняться тело, появились жировые отложения и она стала себя чувствовать некомфортно, что сказывалось на соревнованиях. Уже в 2000 году она участвовала на чемпионате Японии на отдельных дистанциях и на чемпионате Японии среди юниоров заняла 2-е место в спринте, а в 2002 и 2003 годах выиграла юниорский чемпионат. В сезоне 2003/04 Саюри присоединилась в корпоративной команде "Nidec Sankyo Co., Ltd", и стартовала на Кубке мира, а также на чемпионате Азии заняла 4-е и 6-е места на дистанциях 500 и 1000 м соответственно.
В 2005 году у неё произошёл прорыв, она выиграла на Всеяпонском чемпионате гонку на 500 м и стала 2-й на 1000 и 1500 м, на Кубке мира заняла дважды 3-е места и выиграла чемпионат Японии в спринтерском многоборье. Следом заняла 4-е место в многоборье на своём первом спринтерском чемпионате мира в Солт-Лейк-Сити и 4-е место в забеге на 500 м на чемпионате мира на отдельных дистанциях в Инцелле.
В 2006 году Саюри вновь была первой в спринте на Национальном чемпионате и заняла 8-е место на чемпионате мира в Херенвене. В феврале участвовала на зимних Олимпийских играх в Турине заняла 9-е место на дистанции 500 м и 15-е на 1000 м. Она также дважды была 2-й на Кубке мира в забегах на 500 м. После игр у неё был спад и в 2007 году не показала хороших результатов.
Но уже в 2008 году Саюри вновь поднялась на 1-е места на Всеяпонском чемпионате, выиграв обе спринтерские дистанции 500 и 1000 м и чемпионат Японии по спринту. На чемпионате мира в Нагано она стала 5-й на дистанции 500 м и 8-й на 1000 м. В октябре 2008 года выиграла Всеяпонский чемпионат на дистанциях 500 и 1000 метров и выиграла "серебро" в спринтерском многоборье.
На чемпионате мира в Москве Саюри стала 7-й в спринте и на чемпионате мира на отдельных дистанциях в Ванкувере заняла 7-е место в беге на 500 м и 5-е на 1000 м. В сезоне 2009/10 она была в хорошей форме и отобралась на олимпиаду на 3-х дистанциях. В январе 2010 года завоевала серебряную медаль на спринтерском чемпионате мира в Обихиро.
В феврале 2010 года участвовала на зимних Олимпийских играх в Ванкувере, где заняла 5-е место на дистанции 500 м, 15-е на 1000 м и 26-е на 1500 м. В мае 2010 года она объявила о завершении карьеры.

## Личная жизнь
Саюри Ёсии после выхода на пенсию в течение года работала тренером в "Nidec Sankyo", тренируя юных конькобежцев в родном городе Тино. В 2011 году она была выбрана послом своего города Дзёмон Весной 2012 года Саюри вышла замуж и объявила о своей беременности и об уходе из "Nidec Sankyo" Позже она работала в комитете по поддержке здоровья женщин-спортсменок. В настоящее время она является матерью двоих детей.